# Boston Cannons
I Boston Cannons sono una squadra professionistica di lacrosse, facente parte della Major League Lacrosse, con sede a Boston, Massachusetts, USA. Ha vinto il campionato nella stagione 2011, superando per 10-9 gli Hamilton Nationals in finale di playoff. Hanno inoltre perso una finale nel 2004.

## Collegamenti esterni

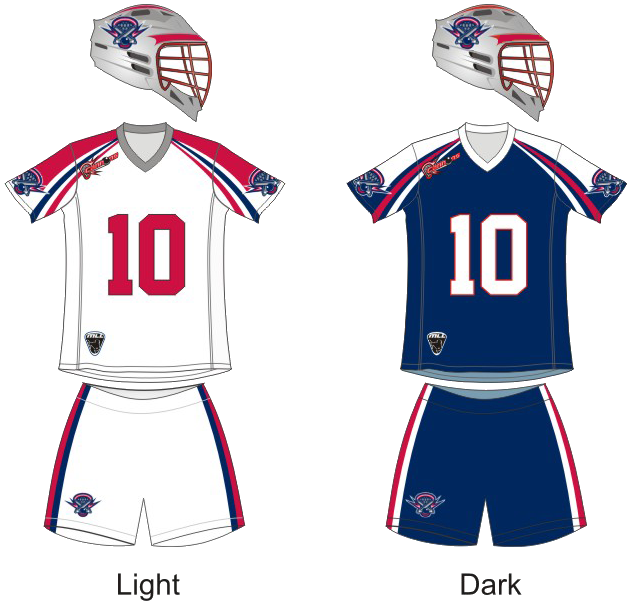
Divise dei Cannons